# Necrotrofia

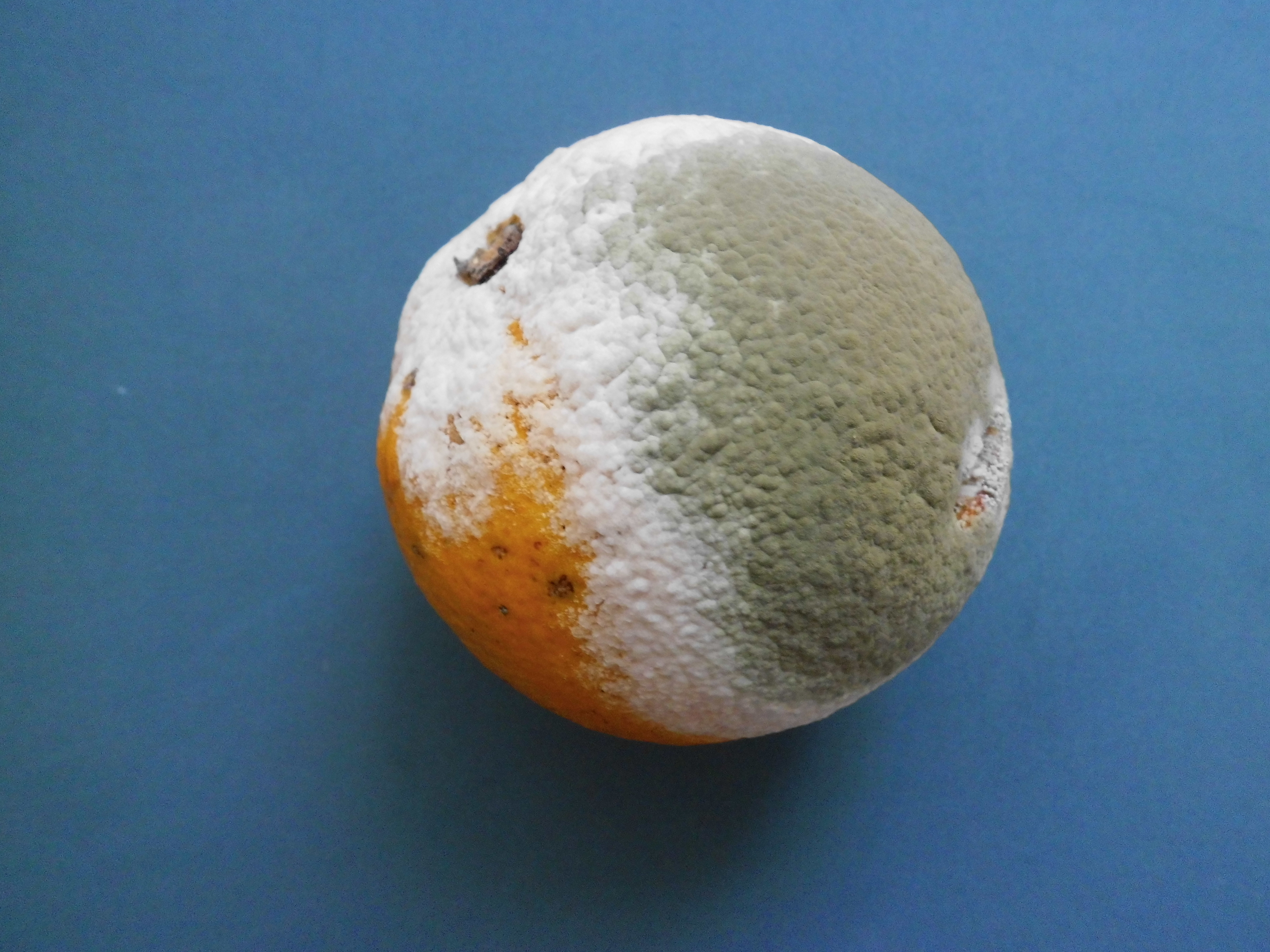
Citrus sinensis coberto com mofo (Botrytis cinerea) por decomposição

Necrotrofia é a designação dada em ecologia aos microrganismos, na sua maioria fungos, e a alguns micropredadores que numa relação de parasitismo ou de parasitoidismo se alimentam de células mortas do hospedeiro.

## Descrição
O caso mais comum é o micoparasitismo necrotrófico, uma relação em que o parasita, um fungo, destrói a célula hospedeira e utiliza os nutrientes do hospedeiro. Neste caso a invasão é frequentemente iniciada por meio de enrolamento de hifas do parasita sobre hifas do fungo hospedeiro ou por penetração direta de hifas nos tecidos do hospedeiro.